# Erik Ternert
Erik Ternert, född 27 maj 1943, död 23 juli 2023, var en svensk jurist som var lagman i Södra Roslags tingsrätt från 2002 till 2007 och i Attunda tingsrätt  från 2007 till 2010.
Ternert utnämndes till rådman i Norrköpings tingsrätt 29 januari 1987 och i Södertälje tingsrätt 14 november 1991. Han utsågs till lagman i Södra Roslags tingsrätt 2002 och till att vara tillförordnad lagman i Sollentuna tingsrätt från 2023 och när dessa gick samman i Attunda tingsrätt 2007 blev han dess första lagman.